# Retoma de la zona de distensión
La retoma de la zona de distensión (también llamada retoma del Caguán) fue una campaña militar colombiana, llevada a cabo el 21 de febrero de 2002 por las Fuerzas Militares tras el fin de los Diálogos de paz entre el gobierno de Andrés Pastrana y las Fuerzas Armadas Revolucionarias de Colombia - Ejército del Pueblo (FARC-EP) entre 1998 y 2002. La operación buscaba recuperar la zona de distensión o desmilitarización que le fue cedida a las FARC-EP para llevar a cabo unos diálogos de paz que empezaron el 14 de octubre de 1998.

## Antecedentes
El 14 de febrero de 2002, los candidatos a la presidencia Horacio Serpa, Luis Eduardo Garzón e Ingrid Betancourt asistieron a un foro en la zona de distensión, en el que critican el accionar armado y los secuestros de las FARC-EP. También pidieron a las FARC-EP y al gobierno Pastrana evitar por todos los medios una "guerra mayor".
El 20 de febrero de 2002 un frente de las FARC-EP secuestró un avión y forzó a los pilotos a aterrizar en medio de una carretera. El frente de las FARC-EP liberó a casi todos los pasajeros, llevándose secuestrado al senador Jorge Eduardo Gechem. Después de lo sucedido, el presidente Pastrana pone fin a los diálogos de paz.

"...Por eso he tomado la determinación de no continuar el Proceso de paz con las FARC... Manuel Marulanda, yo le di mi palabra y la cumplí, siempre la cumplí, pero usted me ha asaltado en mi buena fe y no solo a mi sino a todo el pueblo colombiano... Decretamos una zona para sostener las negociaciones, cumplimos con la promesa de despejarla de las Fuerzas Armadas y ud. la ha convertido en una guarida de secuestradores, en un laboratorio de drogas ilícitas, en un depósito de armas, dinamita y carros robados... He decidido poner fin a la zona de distensión a partir de la 00:00 AM (Pastrana mira su reloj) de hoy...
 Andrés Pastrana. Alocución Presidencial febrero 20 de 2002

El 21 de febrero de 2002, El Secretario General de las Naciones Unidas, Kofi Annan rechazó el rompimiento del proceso de paz entre el Gobierno Andrés Pastrana y las FARC-EP, pero reiteró el ofrecimiento de su 'buenos oficios' si en el transcurso del proceso se lo pedían.

## Operaciones de retoma
Las Fuerzas Militares de Colombia se acuartelaron con más de 23.000 combatientes previo al ataque de retoma. Para las operaciones alistaron 35 helicópteros Black Hawk, cuatro aviones de inteligencia y una flotilla de OV-10 y Tucanos, mientras que las FARC-EP retiraron los primeros retenes sobre las vías hacia los principales municipios en los límites de la zona de distensión.
La campaña militar se inició después de la medianoche del miércoles 21 de febrero de 2002, específicamente a las (05.00 GMT del jueves), hora fijada por el presidente Andrés Pastrana para que las Fuerzas Militares emprendieran la operación de recuperación de la zona de distensión.
Los ataques contra las 85 posiciones estratégicas de la guerrilla de las FARC-EP fueron iniciados por bombardeos de la Fuerza Aérea Colombiana (FAC), tras un parte oficial de guerra del General de la Fuerza Aérea, Héctor Fabio Velasco, quien dijo: "Hemos destruido campamentos, instalaciones, talleres, almacenes de repuestos de vehículos y centros de insumos, donde tenían guardada mucha cocaína". Los objetivos fueron destruidos por la flotilla de aeronaves movilizadas para la campaña aérea, conformada por aeronaves tipo OV-10 Bronco, A-37 Dragonfly, Kfirs y helicópteros Sikorsky UH-60 Black Hawk.
En la operación, según fuentes de la Base Militar de Apiay acantonadas en la ciudad de Villavicencio, Meta, el ataque aéreo fue masivo e implacable. Lanzaron bombas de 150, 250 y 500 libras contra sitios estratégicos de las FARC-EP y que iniciaron cinco minutos después del rompimiento de los diálogos. En los bombardeos fue destruida una pista clandestina en La Macarena (Meta).
El presidente Pastrana presentó ante los medios de comunicación imágenes aéreas de la infraestructura construida por las FARC-EP en la zona de distensión y que abarcaba 42.139 km². Según informó el presidente Pastrana, las FARC-EP habían construido pistas de aterrizaje, carreteras, bodegas y campamentos con el único fin de producir droga y crecer militarmente.

### Operación TH
La Operación Todo Honor (TH), llevada a cabo el 21 de febrero de 2002, fue como se denominó a las tareas del Ejército Nacional que buscaban recuperar las cabeceras municipales de las poblaciones de la zona de distensión que habían quedado en manos de la guerrilla de las FARC-EP. Más de 70 guerrilleros fueron abatidos en la operación, mientras se destruyeron aproximadamente 50 campamentos y se incautó abundante material de guerra.

## Secuestro de Ingrid Betancourt

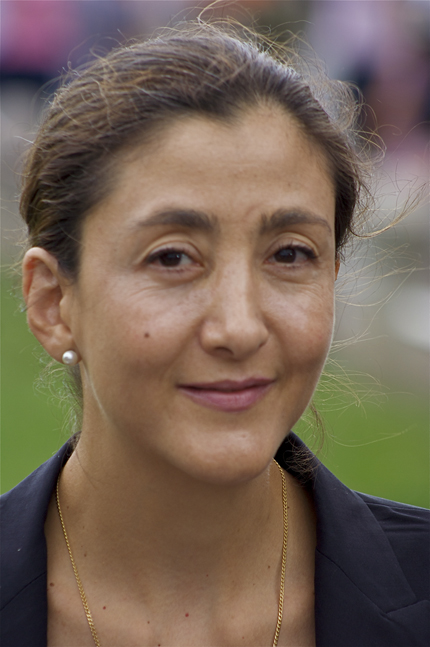
El 14 de febrero de 2002, Íngrid Betancourt criticó a los jefes de las FARC-EP durante un foro en la zona de distensión. El 23 de febrero de 2002 fue secuestrada por dicha organización, hasta el 2 de julio de 2008.

En medio de las operaciones de retoma, el 22 de febrero de 2002 la candidata presidencial por el Partido Verde Oxígeno, Ingrid Betancourt, decidió ir a la terminada zona de distensión alegando acompañar a uno de sus copartidarios, el alcalde del municipio de San Vicente del Caguán, población que  estaba en el epicentro de las operaciones militares.
Mientras Betancourt y acompañantes estaban esperando vuelos en el Aeropuerto Gustavo Artunduaga de Florencia, el entonces Coronel William Fernando Pérez Guarnizo, comandante de la XII Brigada del Ejército Nacional que opera en el departamento de Caquetá, le dijo al entonces jefe de seguridad de Ingrid Betancourt, el capitán Jaime Alberto Barrera Hoyos, del peligro de ir por vía terrestre hacia San Vicente del Caguán, ya que Betancourt, al conocer que no le permitirían utilizar aeronaves para transportarse ese mismo día decidió irse con su escolta y su fórmula vicepresidencial Clara Rojas por vía terrestre hacía esta localidad, desconociendo las advertencias de los militares. Betancourt no quiso esperar a que se rehabilitaran los vuelos al día siguiente, 22 de febrero. Las aeronaves disponibles eran para trasladar al entonces presidente Andrés Pastrana y su comitiva o para las operaciones de retoma. Betancourt y sus acompañantes partieron hacía San Vicente del Caguán. Al llegar al último retén militar del Ejército Nacional, la escolta de Betancourt decidió no acompañarla más ya que peligraban sus vidas. Betancourt fue luego secuestrada por guerrilleros de las FARC-EP.